# Aleksandr Odojevskij

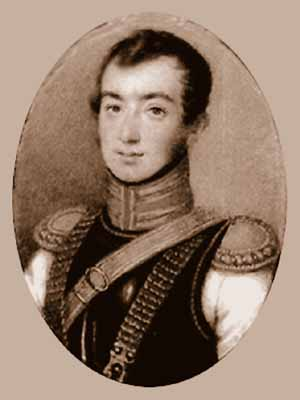
Aleksandr Odojevskij.

Aleksandr Ivanovitj Odojevskij (ryska: Александр Иванович Одоевский) , född 8 december (gamla stilen: 26 november) 1802 i Sankt Petersburg, död 27 augusti (gamla stilen: 15 augusti) 1839 i Sotji, var en rysk furste och skald.
Odojevskij blev på grund av deltagande i dekabristupproret 1825 förvisad till Sibirien och förflyttades 1837 som soldat till Kaukasien, där han dog. Han var personligen bekant med Michail Lermontov och Aleksandr Gribojedov och författade i landsflykten vemodiga dikter, av vilka dock endast några få utkom under hans livstid. Först 1862 trycktes ett urval i Leipzig, och 1890 utkom en fullständigare upplaga jämte biografi av Jegor Rozen. Diktprov finns i Alfred Jensens Ryska skaldeporträtt.